# Cyrano de Bergerac (persoon)
Savinien de Cyrano de Bergerac (Parijs, 6 maart 1619 – Sannois, 28 juli 1655) was een Frans schrijver, dichter en militair. Op zijn leven baseerde Edmond Rostand een succesvol toneelstuk, dat werd verfilmd met Gérard Depardieu in de hoofdrol. Van Cyrano werd verteld dat hij een bijzonder grote neus had. 
Cyrano werd geboren in een adellijk geslacht; zijn voorouders waren heer van Bergerac (Yvelines). 
Cyrano is vooral bekend voor zijn sciencefictionverhaal Histoire comique, contenant les estats et empires de la lune (1657, vertaald als Een maanreis, of Opstijging tot en bereizing van de maan) en het hieropvolgende, onvoltooid overgeleverde Histoire comique, contenant les etats et empires du soleil (1662). In voorafspiegeling van de fantastische avonturenromans van Jonathan Swift en Jules Verne, maar in een riante barokstijl, evoceren beide werken luchtreizen, bizarre ontmoetingen, gevechten met de inheemse bevolking, juridische processen waarin de held wordt bijgestaan door een advocaat die enigszins op de hoogte is van de gewoonten op aarde, diepzinnige discussies met filosofen over politiek en economie en zelfs ontmoetingen met Plato, Democritos en Descartes. De luchtreis vindt plaats in een grote houten kist, zeer licht van gewicht, die hermetisch gesloten kan worden. Het geheel werd aangedreven door een kristal en een zeil dat bewoog op zonnewind. De straling van sterren werd zo omgezet in bruikbare energie. Hiermee overbrugde het vaartuig afstanden van duizenden kilometers.